# Pardosa golbagha
Pardosa golbagha là một loài nhện trong họ Lycosidae.
Loài này thuộc chi Pardosa. Pardosa golbagha được Carl Friedrich Roewer miêu tả năm 1960.